# Pat Carroll (Schauspielerin)

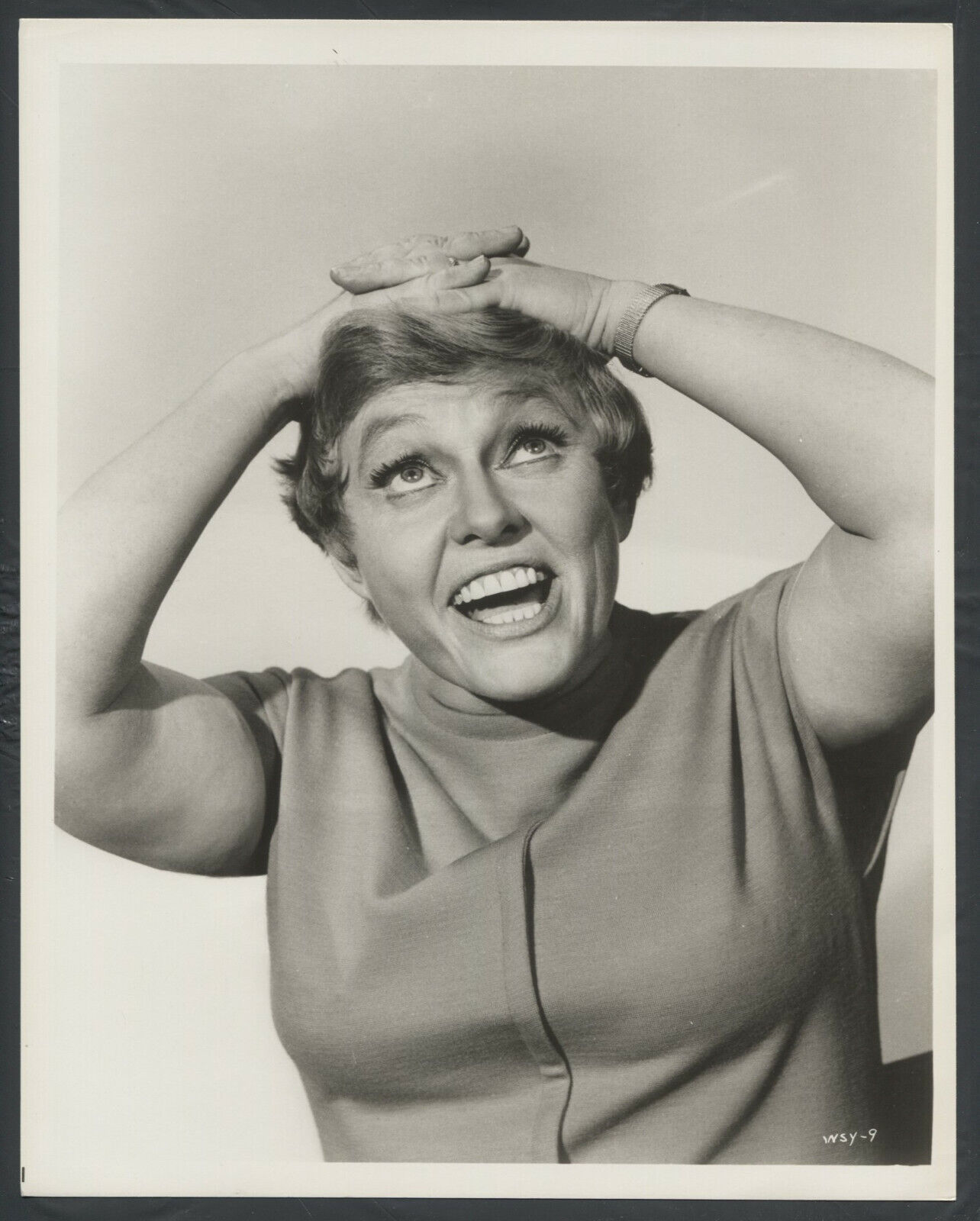
Pat Carroll (1968)

Patricia Ann Carroll (* 5. Mai 1927 in Shreveport, Louisiana; † 30. Juli 2022 in Cape Cod, Massachusetts) war eine US-amerikanische Schauspielerin und Komikerin. Sie lieh ihre Stimme der Meerhexe Ursula in dem Disney-Film Arielle, die Meerjungfrau.

## Leben und Karriere
Als Carroll fünf Jahre alt war, zog die Familie nach Los Angeles. Bald darauf begann sie mit der Schauspielerei. Später trat sie der Army als zivile Schauspieltechnikerin ein.
Im Anschluss belegte sie Kurse und trat ab 1947 landesweit in zahlreichen Theaterproduktionen auf. Ihr Filmdebüt machte sie 1948 in Hometown Girl, ihr Fernsehdebüt 1952 in The Red Buttons Show.
Ihre erste Broadway-Produktion Catch a Star! 1955 brachte ihr eine Tony Award-Nominierung als Beste Nebendarstellerin in einem Musical ein. 1957 gewann sie für Sid Caesars Sketch-Show Caesar's Hour, in der sie neben Howard Morris auftrat, einen Emmy. Für ihre Darstellung der Gertrude  Stein in der Show Gertrude Stein, Gertrude Stein, Gertrude Stein gewann sie zahlreiche Preise.
Ab den 1980ern übernahm sie vorwiegend Sprechrollen für Zeichentrickfilme, allem voran Ursula in Arielle, die Meerjungfrau (1989), für die viele Kandidatinnen vorsprachen, darunter Elaine Stritch. Elf Jahre später sprach sie zudem Ursulas Schwester Morgana in der Fortsetzung Arielle, die Meerjungfrau 2 – Sehnsucht nach dem Meer.

## Privatleben
Von 1955 bis 1976 war Carroll mit Lee Karsian verheiratet; mit ihm hatte sie drei Kinder, von denen eins die Schauspielerin Tara Karsian ist.
Sie starb am 30. Juli 2022 im Alter von 95 Jahren an einer Lungenentzündung.

## Filmographie (Auswahl)
- 1948: Hometown Girl
- 1951: Up Front
- 1952–1953: The Red Buttons Show
- 1953: The Saturday Night Revue
- 1953: Make Room for Daddy
- 1954: The Pepsi-Cola Playhouse
- 1954: Studio 57
- 1954: Caesar's Hour
- 1955: Producers' Showcaser
- 1955: Kraft Television Theatre
- 1955: The Jimmy Durante Show
- 1958: The Steve Allen Show
- 1959: Charley Weaver's Hobby Lobby
- 1959: General Electric Theater
- 1959: The DuPont Show with June Allyson
- 1961: The Ann Sothern Show
- 1961: The Investigators (eine Folge)
- 1961: The United States Steel Hour
- 1961–1964: The Danny Thomas Show
- 1962: The Red Skelton Show
- 1965: Cinderella
- 1966: Please Don't Eat the Daisies
- 1968: Der Mann in Mammis Bett (With Six You Get Eggroll)
- 1971: The Carol Burnett Show (zwei Folgen)
- 1971: Mary Tyler Moore (The Mary Tyler Moore Show)
- 1971: The Interns
- 1970–1971: Love, American Style
- 1971–1972: Getting Together
- 1973: The Brothers O'Toole
- 1974: Police Story
- 1974: Nakia (eine Folge)
- 1976: Laverne & Shirley
- 1976: Good Heavens
- 1977: Busting Loose
- 1977: Make-up und Pistolen (Police Woman)
- 1978: Love Boat (The Love Boat)
- 1979: Legends of the Superheroes
- 1984: Die Zeit verrinnt, die Navy ruft (Racing with the Moon)
- 1985: Trapper John, M.D.
- 1985: Die Fälle des Harry Fox (Crazy Like a Fox)
- 1985: Yogi auf Schatzsuche (Yogi's Treasure Hunt, Stimme)
- 1986: Pound Puppies (Stimme)
- 1986: Galaxy High School (Stimme)
- 1986–1987: Foofur (Stimme)
- 1986–1987: Too Close for Comfort
- 1987: A Garfield Christmas (Stimme)
- 1987–1989: She's the Sheriff
- 1988: Superman (Superman, Stimme)
- 1989: Arielle, die Meerjungfrau (The Little Mermaid, Stimme)
- 1989: A Pup Named Scooby-Doo (Stimme)
- 1989: Garfield's Thanksgiving (Stimme)
- 1990: Chip und Chap – Die Ritter des Rechts (Chip 'n Dale Rescue Rangers, Stimme)
- 1993: Man muss nicht sein (Designing Women)
- 1993–1994: Arielle, die Meerjungfrau (The Little Mermaid, Stimme)
- 1996: The Royale
- 2000: Songcatcher
- 2000: Arielle, die Meerjungfrau 2 – Sehnsucht nach dem Meer (The Little Mermaid II: Return to the Sea, Stimme)
- 2001: Mickys großes Weihnachtsfest – Eingeschneit im Haus der Maus (Mickey’s Magical Christmas: Snowed in at the House of Mouse, Stimme)
- 2001: Verschwörung der Superschurken (Mickey’s House of Villains, Stimme)

- 2005: Once Upon a Halloween (Stimme)
- 2005: Emergency Room – Die Notaufnahme (ER, drei Folgen)
- 2007: Freedom Writers
- 2007: Nancy Drew – Girl Detective (Nancy Drew)
- 2014: BBFs
- 2017–2018: Rapunzel – Die Serie (Tangled: The Series, Stimme)
- 2020: The Wonderful World of Mickey Mouse (Stimme)